# ジェイ・ミルズ
ジェイ・ミルズ（Jae Millz、本名: ジャービス・ミルズ、1983年9月11日 - ）は、アメリカ合衆国ニューヨーク州ハーレム出身のラッパーである。
2008年に大手レーベルのヤング・マネー・エンターテインメントと契約。その後も、ミックステープを定期的にリリースしている。

## ディスコグラフィ

### スタジオ・アルバム
- Lenox Ave Legend (2017年)
- Wood Panel Walls (2020年)
- Much Love (with Anthiny King) (2021年)